# Râul Dolovăț
Râul Dolovăț este un curs de apă, afluent al Râului Domesnic. 

## Hărți
- Harta Parcului Vânători-Neamț